# Peter Holman
Peter Holman (Londra, 19 ottobre 1946) è un musicologo e direttore d'orchestra inglese.

## Biografia
Peter Holman ha studiato musica al King's College di Londra. Tra i suoi insegnanti figura Thurston Dart.
Nel 1979, con Roy Goodman, ha fondato il complesso The Parley of Instruments, che si propone la esecuzione del repertorio musicale del rinascimento e del barocco, soprattutto inglese (come Henry Purcell e autori minori a lui contemporanei). Con questo ensemble tra il 1980 e il 2010 ha realizzato numerose registrazioni discografiche pubblicate dalla etichetta Hyperion nella serie "English Orpheus". Attualmente il gruppo incide per Chandos Records.
Si è esibito anche con altre orchestre in qualità di solista al clavicembalo e all'organo (con la Tilford Bach Orchestra, l'Orchestra of St John's Smith Square, e The Hanover Band), e dal 1985 è direttore dell'Opera Restor'd, specializzata nella rappresentazione di opere del Settecento e di masque. È anche musicologo, e ha curato numerose edizioni musicali di musica antica.
Holman è stato per dieci anni docente alla Royal Academy of Music, attualmente insegna musicologia University of Leeds.

## Opere
- Dowland. Lachrimae (1604), Cambridge University Press, 1999. ISBN 0-521-58829-4
- Four-and-Twenty Fiddlers: The Violin at the English Court, 1540-1690, Oxford University Press, 1993
- Henry Purcell, OUP, 1994
- From Renaissance to Baroque: change in instruments and instrumental music in the Seventeenth Century, con Jonathan Wainwright, Ashgate, 2005. ISBN 0-7546-0403-9
- Music in the British Provinces, 1690–1914, on Rachel Cowgill, Ashgate, 2007. ISBN 978-0-7546-3160-6
- Life after death: The viola da gamba in Britain, The Boydell Press, 2010. ISBN 978-1-84383-574-5
- The Baroque Composers. Purcell, 23 articles edited by Peter Holman, 2011. ISBN 978-0-7546-2896-5

## Discografia
- 1985 - Claudio Monteverdi, Sacred vocal music, The Parley of Instruments con Emma Kirkby, soprano (Hyperion)
- 1987 - Henry Purcell, Ayres for the theatre, The Parley of Instruments (Hyperion)
- 1988 - Purcell's London. Consort Music in England from Charles II to Queen Anne, The Parley of Instruments con Roy Goodman (Hyperion)
- 1988 - Italian Baroque Trumpet Music, The Parley of Instruments (Hyperion)
- 1989 - Georg Philipp Telemann, Recorder Concertos, con Peter Holtslag, flauto (Hyperion)
- 1989 - Georg Muffat, Armonico Tributo, The Parley of Instruments con Roy Goodman (Hyperion)
- 1991 - An Englishman Abroad, The Parley of Instruments (Hyperion)
- 1991 - Orlando Gibbons e Thomas Lupo Music for Prince Charles, The Parley of Instruments (Hyperion)
- 1991 - Georg Philipp Telemann, Recorder Concertos, con Peter Holtslag, flauto (Hyperion)
- 1992 - Charles Dibdin, The Ephesian Matron. The Brickdust Man. The Grenadier, The Parley of Instruments (Hyperion)
- 1992 - Odes on the death of Henry Purcell, The Parley of Instruments Baroque Orchestra (Hyperion)
- 1992 - John Jenkins, Late Consort Music, The Parley of Instruments (Hyperion)
- 1993 - Heinrich Biber, Sonatae tam aris, quam aulis, The Parley of Instruments con Roy Goodman (Hyperion)
- 1993 - John Dowland, Lachrimae, or Seaven Teares,  The Parley of Instruments (Hyperion)
- 1993 - Four and Twenty Fiddlers. Music for the Restoration Court Band, The Parley of Instruments (Hyperion)
- 1994 - John Blow e Giovanni Battista Draghi, Odes for St Cecilia, The Parley of Instruments e The Playford Consort (Hyperion)
- 1994 - Henry Purcell Hark how the wild musicians sing. The Symphony Songs of Henry Purcell, The Parley of Instruments (Hyperion)
- 1995 - John Frederick Lampe, Pyramus and Thisbe, Opera Restor'd (Hyperion)
- 1995 - Matthew Locke, The Broken Consort, The Parley of Instruments (Hyperion)
- 1996 - William Boyce, Trio Sonatas, The Parley of Instruments (Hyperion)
- 1996 - A High-Priz'd Noise. Violin Music for Charles I, The Parley of Instruments (Hyperion)
- 1996 - Sound the Trumpet... Music by Henry Purcell and his followers, The Parley of Instruments (Hyperion)
- 1996 - While shepherds watched. Christmas Music from English Parish Churches and Chapels, 1740–1830, The Parley of Instruments (Hyperion)
- 1997 - William Boyce, Peleus and Thetis & other theatre music, Opera Restor'd (Hyperion)
- 1997 - Francesco Cavalli, Messa Concertata & other works, The Parley of Instruments (Hyperion)
- 1997 - English Classical Clarinet Concertos, The Parley of Instruments, con Colin Lawson, clarinetto (Hyperion)
- 1997 - English Classical Violin Concertos, The Parley of Instruments, con Elizabeth Wallfisch, violino (Hyperion)
- 1998 - Georg Friedrich Händel, Handel in Hamburg, The Parley of Instruments (Hyperion)
- 1998 - Thomas Linley, The Song of Moses; Let God arise, The Parley of Instruments (Hyperion)
- 1998 - Hark! hark! the lark. Music for Shakespeare's Company, The Parley of Instruments (Hyperion)
- 1998 - Vital Spark of Heav'nly Flame. Music of Death and Resurrection from English Parish Churches and Chapels, 1760-1840 con The Parley of Instruments e Psalmody (Hyperion)
- 2000 - Fairest Isle. A New National Songbook, The Parley of Instruments, con Catherine Bott e Joseph Cornwell (Hyperion)
- 2000 - Haydn and his English Friends. Psalmody, The Parley of Instruments (Hyperion)
- 2001 - Michael Praetorius, Dances from Terpsichore, The Parley of Instruments (Hyperion)
- 2001 - Salve Regina. Sacred music by Monteverdi and his Venetian followers, The Parley of Instruments, con Robin Blaze (Hyperion)
- 2003 - Nativity. Christian music from Georgian England, con The Parley of Instruments e Psalmody (Hyperion)
- 2004 - Orpheus with his lute. Music for Shakespeare from Purcell to Arne, The Parley of Instruments, con Catherine Bott (Hyperion)